# جوزه انجیرک
جوزه‌انجیرک، روستایی از توابع بخش مرکزی شهرستان اسلام‌آباد غرب در استان کرمانشاه ایران است.

## جمعیت
این روستا در دهستان حومه جنوبی قرار دارد و براساس سرشماری مرکز آمار ایران در سال ۱۳۸۵، جمعیت آن ۸۵ نفر (۱۸خانوار) بوده‌است.